# Tom Dice
Tom Dice (Rođen kao Tom Eeckhout u Eeklou, 25. studenog 1989.) je belgijski pjevač i tekstopisac. 2008. je bio drugi u belgijskoj verziji X Factora.

## Eurovizija 2010.
25. svibnja 2010. je u Oslu u Norveškoj predstavljao Belgiju na Euroviziji isored Tv kuće Vlaamse Radio- en Televisieomroep. Osvojio je prvo mjesto u prvom polufinalu sa 167 bodova, dok je u samom finalu osvojio šesto mjesto sa sveukupno 143 boda.